# Уайтэкер, Джордж
Джордж Уайтэкер (англ. George Whitaker; 25 августа 1864, Лондон — ?) — британский стрелок, призёр летних Олимпийских игр.
Уайтэкер участвовал в двух Олимпийских играх в соревнованиях по трапу. На летних Олимпийских играх 1908 в Лондоне он стал третьим среди команд и 11-м среди отдельных спортсменов. На следующих летних Олимпийских играх 1912 в Стокгольме Уайтэкер участвовал в тех же дисциплинах, заняв второе место среди команд и 33-среди отдельных спортсменов.